# Imantodes guane
Espèce
Imantodes guane  est une espèce de serpents de la famille des Dipsadidae.

## Répartition
Cette espèce est endémique du département de Santander en Colombie. Elle se rencontre à Charalá et Zapatoca entre 1 750 et 2 324 m d'altitude dans la cordillère Orientale.

## Description
Le mâle holotype mesure 748 mm de longueur standard et 348 mm de queue.

## Publication originale
- Missassi & Prudente, 2015 : A new species of Imantodes Duméril, 1853 (Serpentes, Dipsadidae) from the Eastern Cordillera of Colombia. Zootaxa, no 3980 (4), p. 562–574.